# Kevin Pressman
Pour les articles homonymes, voir Pressman.
Kevin Paul Pressman est un footballeur anglais né le 6 novembre 1967 à Fareham. Il évoluait au poste de gardien. Il est devenu entraîneur des gardiens à Scunthorpe United.

## Carrière
- 1987-04 : Sheffield Wednesday  Angleterre
- 1992 : Stoke City  Angleterre (prêt)
- 2004 : West Bromwich Albion  Angleterre (prêt)
- 2004-05 : Leicester City  Angleterre
- 2005 : Leeds United  Angleterre
- 2005 : Coventry City  Angleterre
- 2005-06 : Mansfield Town  Angleterre
- 2006-07 : Portadown FC  Irlande du Nord
- 2007-09 : Scunthorpe United  Angleterre

## Sélections
- 1 sélection et 0 but avec l'équipe d'Angleterre espoirs en 1988.
- 3 sélections et 0 but avec l' Angleterre B entre 1994 et 1998.